# Liste militärischer Freiwilligenverbände mit der Bezeichnung „Legion“
Die folgende Liste umfasst Beispiele für militärische Freiwilligenverbände mit der Bezeichnung „Legion“. Hierbei handelt es sich meist um aus ausländischen Staatsbürgern gebildete Verbände im Dienste einer fremden Macht.
Der Begriff „Legion“ bezeichnete ursprünglich standardisierte Formationen der römischen Berufsarmee (siehe Liste der römischen Legionen). Die moderne Verwendung für Freiwilligenverbände in fremdem Sold geht auf das Aufkommen stehender Heere in der Zeit des Absolutismus zurück. Hiervon leitet sich auch die Bezeichnung „Legionär“ für Mannschaftssportler in ausländischen Profiligen ab.

## Militärische Verbände

### 18. und 19. Jahrhundert
- Departementslegionen (légions départementales), in Frankreich 1815–1820 neu aufgestellte lokale Verbände, anstelle der napoleonischen Infanterieregimenter, siehe Neuorganisation des französischen Heeres von 1815
- Deutsche Demokratische Legion (1850), deutsche Freiwillige auf Seiten der Aufständischen im Heckeraufstand
- Legion Hohenlohe, royalistische Einheit zu Zeiten der französischen Revolution.
- Deutsche Legion (Krimkrieg), deutsche Freiwillige in der British Army im Krimkrieg
- Legion von Antibes, päpstliche Verbände im Risorgimento
- Hanseatische Legion (1813), Freiwillige der Hansestädte in den Koalitionskriegen
- King’s German Legion (1803–1816), auf britischer Seite in den Koalitionskriegen
- Légion batave (1793), niederländische Freiwillige auf Seiten der französischen Revolution
- Légion belge (1865–1867), belgische Freiwillige bei der französischen Intervention in Mexiko
- Légion Britannique (1760–1763), kurhannoversches Frei-Corps im Siebenjährigen Krieg
- Légion fidèle (1798), Waadter Freiwillige auf Seiten des Kantons Bern beim Franzoseneinfall in der Schweiz
- Légion irlandaise (1803–1815), irische Freiwillige auf französischer Seite in den Koalitionskriegen
- Légions polonaises, diverse im 19. Jahrhundert
- Légion de la Vistule (1808–1813), polnische Freiwillige auf Seiten Frankreichs in den Koalitionskriegen
- Österreichisch-Deutsche Legion (1813/14), deutsche Freiwillige auf Seiten Österreichs in den Koalitionskriegen
- Polnische Legionen in Ungarn (1848/49), auf ungarischer Seite im Ungarischen Unabhängigkeitskrieg
- Portugiesische Legion (1807–1814), portugiesische Freiwillige auf Seiten Frankreichs in den Koalitionskriegen
- Russisch-Deutsche Legion (1812–1815), auf russischer Seite in den Koalitionskriegen
- Welfenlegion (1867–1870), Freiwillige aus dem Königreich Hannover nach dem Deutschen Krieg

### 20. Jahrhundert
- Arabische Legion (1921–1956), Vorläufer der Armee Jordaniens
- Armenische Legion (1916–1921), armenische Freiwillige auf Seiten Frankreichs im Ersten Weltkrieg und Nachfolgekonflikten
- Deutsche Legion (1919), Vereinigung deutscher Freikorps im Baltikum
- Flämische Legion, flämische Freiwillige in der Waffen-SS
- Freiwilligen-Legion Norwegen (1941–1943), norwegische Freiwillige in der Waffen-SS
- Georgische Legion, Einheiten der deutschen Armee in den beiden Weltkriegen
- Islamische Legion (1972–1987), Libyen
- Jüdische Legion (1917–1921), zum Kampf gegen das Osmanische Reich bestimmter Verband der British Army
- Karibische Legion (1947–1949), zum Sturz der demokratischen Regierung der Dominikanischen Republik
- Kaukasisch-Mohammedanische Legion (1941–1945), Teil der Ostlegionen
- Kroatische Legion, kroatische Verbände auf Seiten der Achsenmächte im Zweiten Weltkrieg
- Legion Condor, zum Einsatz im Spanischen Bürgerkrieg (1936–1939) bestimmte Formation der Luftwaffe des Deutschen Reiches
- Legion Freies Arabien, arabische Freiwillige auf Seiten der Achsenmächte im Zweiten Weltkrieg
- Legion Freies Indien, indische Freiwillige auf Seiten der Achsenmächte im Zweiten Weltkrieg
- Légion des volontaires français contre le bolchévisme (1941–1944), französische Freiwillige im Krieg gegen die Sowjetunion
- Legion Viriato (1936–1939), portugiesische Freiwillige auf Seiten der Nationalisten im Spanischen Bürgerkrieg
- Nordkaukasische Legion (1942–1945), Teil der Ostlegionen
- Ostlegionen, aus übergelaufenen Sowjetbürgern gebildete Kampfeinheiten der deutschen Wehrmacht
- Polnische Legionen (1914–1918), auf Seiten der Mittelmächte im Ersten Weltkrieg
- Tschechoslowakische Legionen, militärische Verbände auf Seiten der Entente im Ersten Weltkrieg
- Turkistanische Legion (1942–1945), Teil der Ostlegionen
- Ukrainische Legion (1914–1918), ukrainische Freiwillige in der k.u.k. Armee im Ersten Weltkrieg
- Wolgatatarische Legion „Idel-Ural“ (1942–1945), Teil der Ostlegionen

### 21. Jahrhundert
- Internationale Legion der Territorialverteidigung der Ukraine, internationaler Verband von Kriegsfreiwilligen/Söldnern innerhalb der Territorialverteidigung der Ukraine, der sich ausschließlich aus ausländischen Staatsangehörigen zusammensetzt
- Legion Freiheit Russlands, russische Freiwillige im Dienste der Ukrainischen Streitkräfte im Russischen Angriffskrieg auf die Ukraine

### Fremdenlegionen
- Legión Española (seit 1920), Eliteverband der spanischen Armee
- Légion étrangère (Fremdenlegion; gegründet 1831), Teil der französischen Streitkräfte

## Paramilitär
- ar-Rahman-Legion (gegründet 2013), islamistische Gruppe im Bürgerkrieg in Syrien
- Legion Erzengel Michael oder Eiserne Garde, von 1927 bis 1945 eine faschistische, paramilitärische Organisation im Königreich Rumänien
- Legión Nacional Pro-Patria (1932–1937), El Salvador
- Österreichische Legion (1933–1938), aus Österreich ins Deutsche Reich geflüchtete Nationalsozialisten
- Portugiesische Legion (Estado Novo), Miliz im Estado Novo
- Schwarze Legion (Ustascha) (1941–1945), Kroatien
- Sudetendeutsche Legion (1938), Sudetendeutsche in der Sudetenkrise